# OpenChrom
OpenChrom是一个分析质谱和色谱数据的开源软件。OpenChrom基于Eclipse平台开发，可处理GC/MS、LC/MS、Py-GC/MS、HPLC-MS等多种谱学的数据，兼容安捷倫、瓦里安、岛津、赛默飞、珀金埃尔默等多个厂商的檔案格式。

## 历史

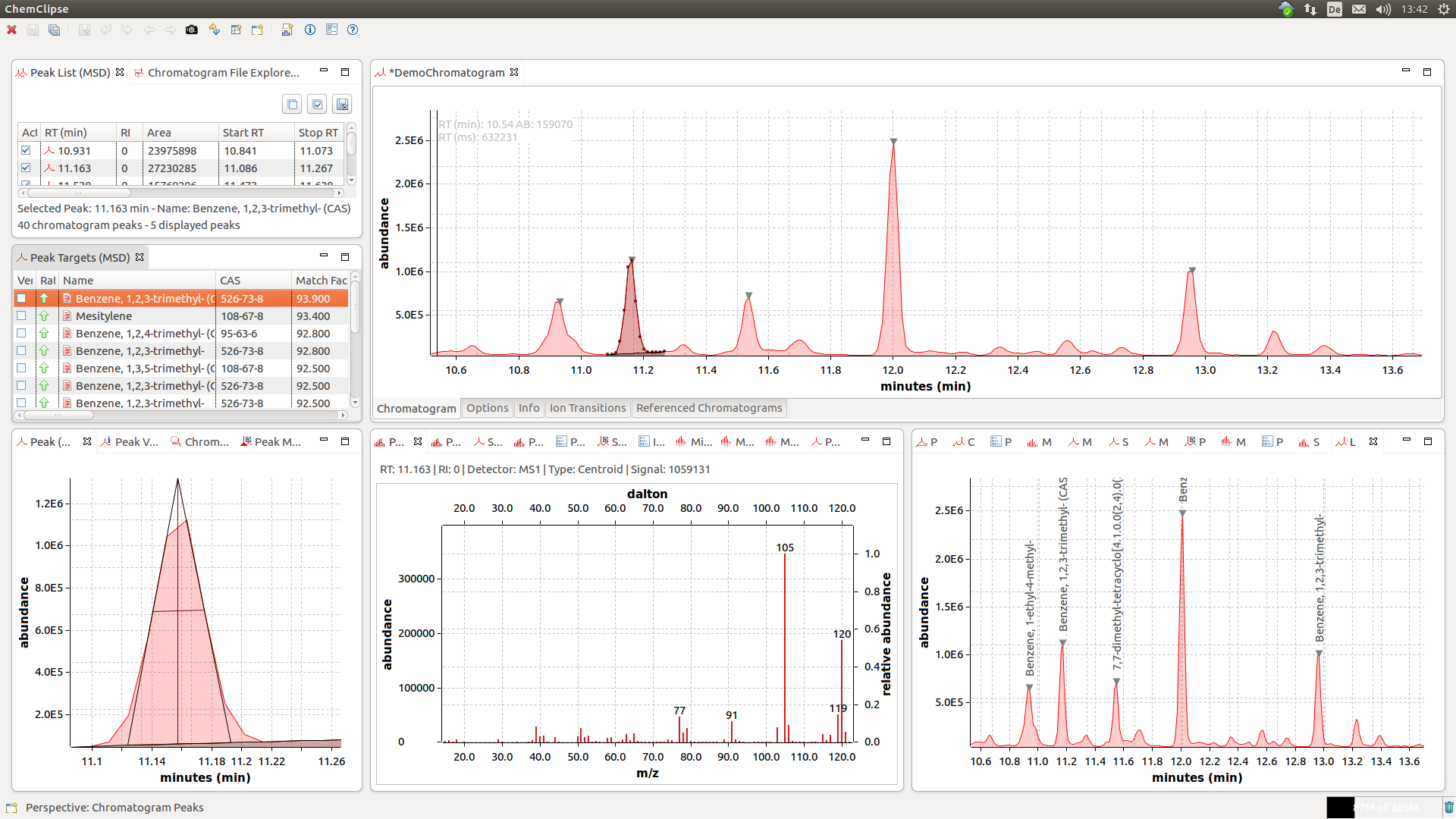
ChemClipse 0.7.0版本的界面

一位漢堡大學的博士生在論文中提出了構建OpenChrom的設想，該軟件最終在2010年首發。